# Elassoctenus harpax
Elassoctenus harpax is een spinnensoort in de taxonomische indeling van de stekelpootspinnen (Zoridae).
Het dier behoort tot het geslacht Elassoctenus. De wetenschappelijke naam van de soort werd voor het eerst geldig gepubliceerd in 1909 door Eugène Simon.